# Leptogorgia pusilla
Leptogorgia pusilla är en korallart som beskrevs av Kükenthal 1919. Leptogorgia pusilla ingår i släktet Leptogorgia och familjen Gorgoniidae. Inga underarter finns listade i Catalogue of Life.